# Vernár
Vernár (deutsch Wernsdorf, ungarisch Vernár) ist eine Gemeinde in der Nordslowakei. Sie liegt zwischen der Niederen Tatra und dem Slowakischen Paradies an der nördlichen Seite des Vernárpasses, etwa 18 km von Poprad und 60 km von Brezno entfernt.

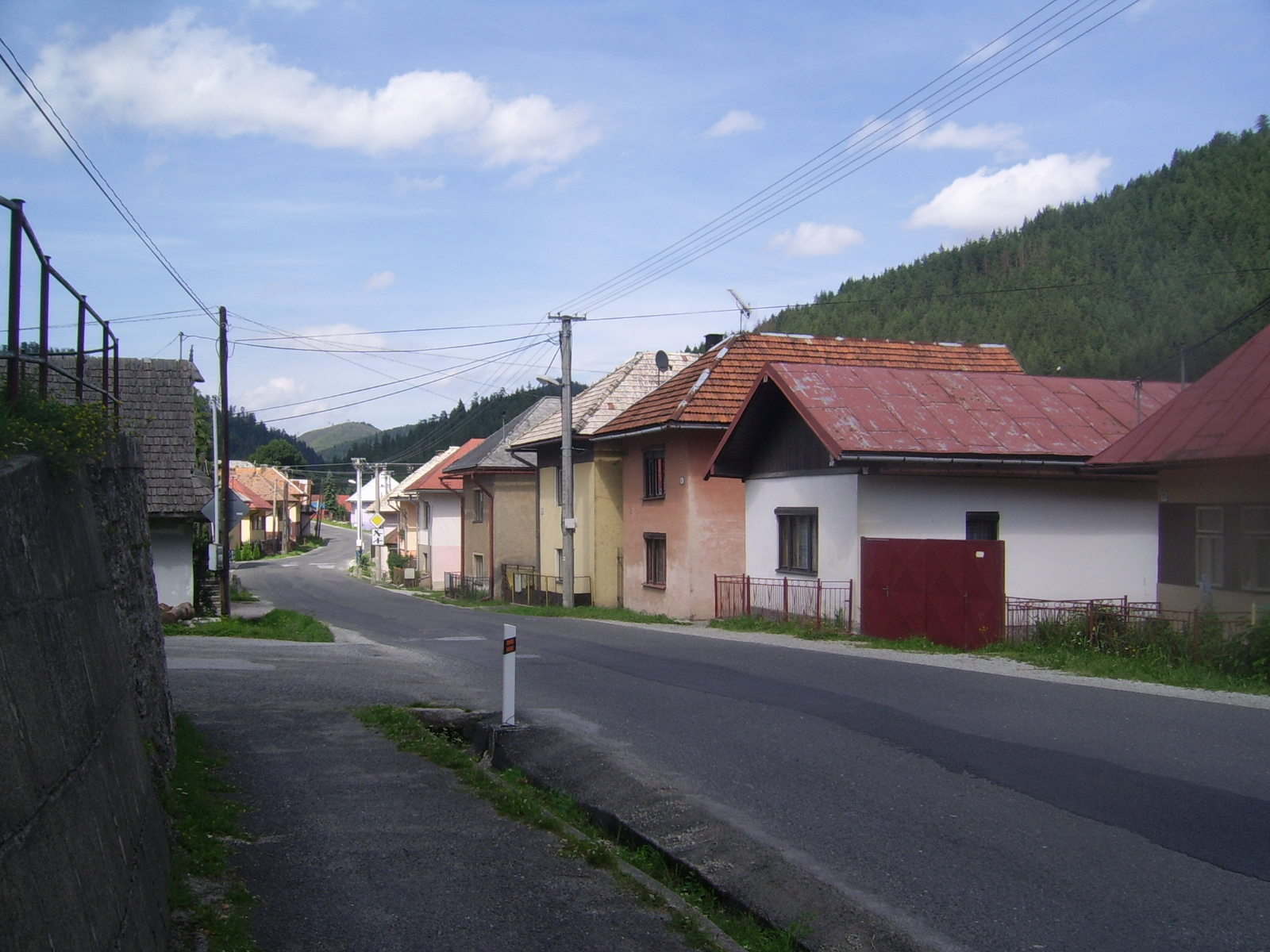
Hauptstraße von Vernár

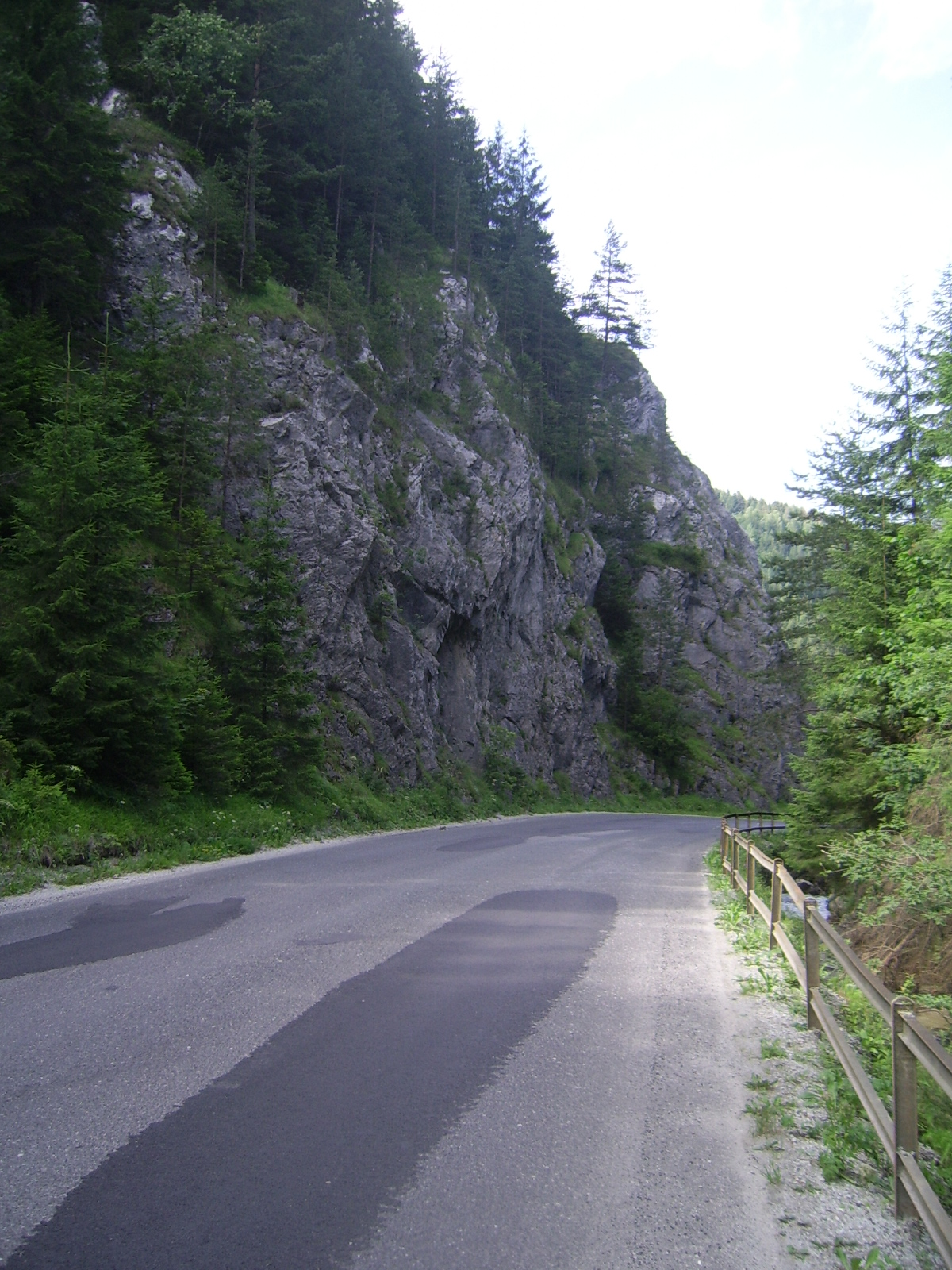
Straße beim Ort

Der Ort, zunächst bekannt als Villa Vernari, wurde 1295 zum ersten Mal schriftlich erwähnt, als sich hier Werner, der Sohn von Hans aus Žakovce, nach deutschem Recht ansiedeln durfte.
Der Ort hat einen Bahnhof an der Bahnstrecke Margecany–Červená Skala etwa 8 km südlich des Ortes.

## Bevölkerung
| Jahr                | 1994 | 2004    | 2014    | 2024    |
| ------------------- | ---- | ------- | ------- | ------- |
| Anzahl der Personen | 711  | 642     | 585     | 547     |
| Unterschied         |      | −9,70 % | −8,87 % | −6,49 % |

| Jahr                | 2023 | 2024    |
| ------------------- | ---- | ------- |
| Anzahl der Personen | 556  | 547     |
| Unterschied         |      | −1,61 % |